# سیارک ۲۱۲۷۶
سیارک ۲۱۲۷۶ (به انگلیسی: 21276 Feller، نامگذاری:1996TF5) بیست و یک هزار و دویست و هفتاد و ششمین سیارک کشف شده‌است که در ۸ اکتبر ۱۹۹۶ کشف شد.
قدر مطلق سیارک برابر ۱۶٫۳۰ است.